# Shikara

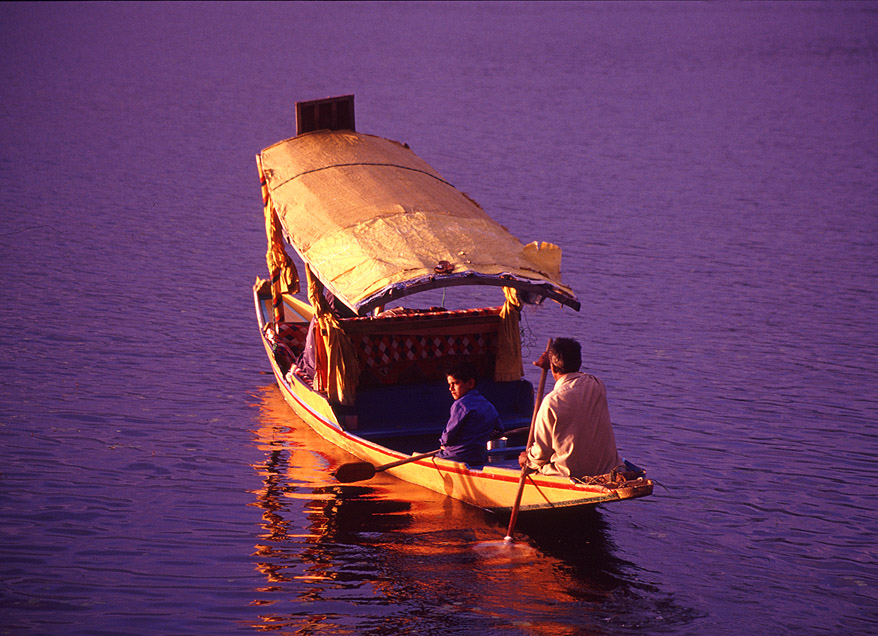
Shikara sul Lago Dal

La shikara è un'imbarcazione di legno tipica dei laghi del Kashmir, in India. Le shikara sono di varia grandezza e sono usate per differenti scopi che possono essere il trasporto di merci da una parte all'altra dei laghi, il mercato galleggiante delle verdure o dei fiori,  il trasporto di persone, sia degli abitanti delle house boats che dei turisti appoggiati a sontuosi cuscini. La shikara viene guidata dal fondo dell'imbarcazione con un solo remo, spesso il guidatore o il passeggero esperto sono in piedi .